# Calonectria hurae
Calonectria hurae är en svampart som först beskrevs av Linder & Whetzel, och fick sitt nu gällande namn av L. Lombard, M.J. Wingf. & Crous 20 10. Calonectria hurae ingår i släktet Calonectria och familjen Nectriaceae.   Inga underarter finns listade i Catalogue of Life.